# FC Shinnik Yaroslavl
FC Șinnik Iaroslavl (rusă Футбольный клуб «Шинник» Ярославль) este un club de fotbal rus din Iaroslavl.
Echipa a fost fondată în 1957, și până în 1960 s-a numit Himik.

## Cupa
Performanțe obținute de Shinnik Yaroslavl în cupa națională din Rusia.
| An   | Club Sportiv | Tur   | Total | Retur | Adversar       |
| ---- | ------------ | ----- | ----- | ----- | -------------- |
| 2004 | Shinnik      | 0 - 0 | 1 - 2 | 1 - 2 | Grozny         |
| 2018 | Shinnik      | 0 - 1 | 0 - 1 | 0 - 1 | Avangard Kursk |

## Lotul actual
La data de 24 iulie 2013, conform official FNL site Arhivat în 28 iulie 2017, la Wayback Machine..
| Nr. |                  | Poziție | Jucător            |
| --- | ---------------- | ------- | ------------------ |
| 1   | Rusia            | P       | Aleksandr Malyshev |
| 2   | Coasta de Fildeș | F       | Alli N'Dri         |
| 3   | Rusia            | F       | Yevgeni Gapon      |
| 7   | Belarus          | M       | Uladzimir Karytska |
| 8   | Rusia            | M       | Aleksei Pomerko    |
| 9   | Rusia            | A       | Eldar Nizamutdinov |
| 10  | Rusia            | M       | Bogdan Aleshchenko |
| 11  | Rusia            | A       | Ilya Kukharchuk    |
| 13  | Ucraina          | F       | Maksym Biletskyi   |
| 14  | Ghana            | F       | Edward Kpodo       |
| 16  | Rusia            | P       | Dmitri Yashin      |
| 17  | Rusia            | M       | Artyom Shchadin    |
| 19  | Rusia            | F       | Igor Golban        |

| Nr. |                   | Poziție | Jucător                                          |
| --- | ----------------- | ------- | ------------------------------------------------ |
| 20  | Rusia             | M       | Igor Gorbatenko                                  |
| 21  | Republica Moldova | F       | Valeriu Catînsus                                 |
| 22  | Ucraina           | A       | Kostyantyn Dudchenko                             |
| 23  | Rusia             | M       | Yevgeni Yatchenko                                |
| 25  | Rusia             | F       | Yevgeni Steshin                                  |
| 27  | Rusia             | M       | Aleksandr Zotov (on loan from FC Spartak Moscow) |
| 37  | Rusia             | F       | Artyom Molodtsov                                 |
| 38  | Rusia             | M       | Artur Maloyan                                    |
| 47  | Rusia             | M       | Sergey Belousov (on loan from FC Rostov)         |
| 57  | Rusia             | M       | Pavel Deobald                                    |
| 77  | Rusia             | M       | Leonid Rodionov                                  |
| 86  | Rusia             | P       | Aleksei Krasnokutskiy                            |

## Jucători notabili
| USSR/Rusia - Anatoli Isayev - Anatoli Maslyonkin - Nikolai Parshin - Valeri Kleimyonov - Denis Boyarintsev - Yevgeni Bushmanov - Vladimir But - Maksim Buznikin - Vyacheslav Dayev - Aleksei Gerasimenko - Serghei Grișin - Valery Kechinov - Zaur Khapov - Oleg Kornaukhov - Mukhsin Mukhamadiev - Gennadiy Nizhegorodov - Pavel Pogrebnyak - Dmitri Popov - Dmitri Sennikov - Roman Sharonov - Aleksandr Shirko - Vladislav Ternavski - Dmitri Vasilyev - Artyom Yenin Foste țări din URSS - Garnik Avalyan - Artur Sarkisov - Uladzimir Karytska | - Aliaksandr Kulchiy - Sergei Omelyanchuk - Sergei Shtanyuk - Alyaksey Suchkow - Sergei Terehhov - Aleksandr Amisulashvili - Zurab Menteshashvili - Ruslan Baltiev - Renat Dubinskiy - Andrey Shkurin - Valeriy Yablochkin - Konstantīns Igošins - Valērijs Ivanovs - Ģirts Karlsons - Juris Laizāns - Valentīns Lobaņovs - Andrejs Rubins - Igors Stepanovs - Armands Zeiberliņš - Victor Berco - Valeriu Catînsus - Vladimir Cosse - Ghenadie Olexici - Arsen Avakov - Rahmatullo Fuzailov - Farkhod Vasiev - Dmitri Khomukha - Ilya Blyzniuk - Yevhen Drahunov - Yuriy Dmitrulin | - Yevhen Lutsenko - Serhiy Serebrennikov - Vyacheslav Shevchuk - Pavlo Shkapenko - Serhiy Snytko - Mykhailo Starostyak - Artem Yashkin - Victor Karpenko - Leonid Koșelev - Sergei Lebedev - Aleksey Nikolaev - Andrei Rezantsev - Yevgeni Safonov - Nikolai Sergiyenko - Vladimir Șișelov Europa - Darko Maletić - Emir Spahić - Martin Kushev - Zdravko Lazarov - Damian Gorawski - Goran Trobok - Darijan Matič - Aleksandar Radosavljevič Africa - André Bikey - Serge Branco |